# Hottentotta flavidulus
Espèce
Hottentotta flavidulus est une espèce de scorpions de la famille des Buthidae.

## Distribution
Cette espèce est endémique d'Afghanistan. Elle se rencontre vers Kaboul.

## Description
La femelle holotype mesure 75,7 mm.

## Publication originale
- Teruel & Rein, 2010 : « A New Hottentotta Birula, 1908 from Afghanistan, with a Note on the Generic Position of Mesobuthus songi Lourenço, Qi et Zhu, 2005 (Scorpiones: Buthidae). » Euscorpius, no 94, p. 1-8 (texte intégral).